# توماس سانشيز (عالم عقيدة)
توماس سانشيز (بالإسبانية: Tomás Sánchez de Ávila)‏ (و. 1550 – 1610 م) هو عالم عقيدة إسباني، ولد في قرطبة، توفي في غرناطة، عن عمر يناهز 60 عاماً، بسبب ذات الرئة.